# Spanish Train and Other Stories
Spanish Train and Other Stories es el segundo álbum del cantautor y productor argentino-irlandés Chris de Burgh. Fue producido por Robin Geoffrey Cable y publicado por A&M Records a fines de 1975. Dicho álbum incluye cuatro de los primeros éxitos de Chris de Burgh: "Spanish Train" ("El Tren Español"), que narra una apuesta entre Dios y el diablo, la balada "Lonely Sky" ("Cielo Solitario"), "Patricia, the Stripper", un tema jazzero ambientado en 1924, y el villancico "A Spaceman Came Travelling" ("Un Hombre del Espacio Vino Viajando"). Además, dicho álbum contó con los arreglos musicales por Robert Kirby, David Hentschel y Richard Hewson. A su vez, el álbum obtuvo el disco de platino en Canadá y fue objeto de controversia en Sudáfrica, ya que la canción "Spanish Train" fue censurada en dicho país por ser considerada blasfema, por lo que el álbum fue reeeditado como "Lonely Sky and Other Stories".

## Canciones
Todas las canciones compuestas por Chris de Burgh:
1. "Spanish Train" - 5:00.
2. "Lonely Sky" - 3:52.
3. "This Song for You" - 4:14.
4. "Patricia, The Stripper" - 3:30.
5. "A Spaceman Came Travelling" - 5:10.
6. "I'm Going Home" - 3:34.
7. "The Painter" - 4:20.
8. "Old Friend" - 3:40.
9. "The Tower" - 5:22.
10. "Just Another Poor Boy" - 4:46.

## Músicos
- Chris de Burgh: Guitarras acústicas, piano, voz líder y coros.
- Barry de Souza: Batería.
- Ray Glynn: Guitarras eléctricas.
- Lennox Laington: Percusión.
- Tony Hymas, Phillip Goodhand-Tait y Ken Freeman: Teclados.
- Tony Reeves: Bajo y contrabajo.
- Chris Laurence: Contrabajo.
- Chris Mercer y Mick Eves: Saxofones.